# 临河乡 (息县)
临河乡，是中华人民共和国河南省信阳市息县下辖的一个乡镇级行政单位。

## 行政区划
临河乡下辖以下地区：
临河村、常店孜村、单台村、杜围孜村、高集村、黄庄村、刘大庙村、罗寨村、柿树园村、新集村、宣楼村、余楼村、张楼村、张寨村和郑寨村。